# IPP Open 2001
L'IPP Open 2001 è stato un torneo di tennis facente parte della categoria ATP Challenger Series nell'ambito dell'ATP Challenger Series 2001. Il torneo si è giocato a Helsinki in Finlandia dal 15 al 21 ottobre 2001 su campi in cemento indoor.

## Vincitori

### Singolare
George Bastl ha battuto in finale  Ota Fukárek con il punteggio di 6–4, 4–6, 6–4.

### Doppio
Tim Crichton /  Jim Thomas hanno battuto in finale  Aleksandar Kitinov /  Jack Waite con il punteggio di 6–3, 6–4.